# Chrysopa parvula
Chrysopa parvula är en insektsart som beskrevs av Adolphe Jacques Louis Doumerc 1861. Chrysopa parvula ingår i släktet Chrysopa och familjen guldögonsländor. Inga underarter finns listade i Catalogue of Life.